# Зринский, Пётр
Пётр Зринский, Петар Зрински (хорв. Petar Zrinski), Петер Зриньи венг. Péter Zrínyi; 6 июня 1621, Врбовец — 30 апреля 1671) — хорватский политик и общественный деятель. Бан Хорватии в 1664—1671 годах. Принадлежал к одному из самых влиятельных и знатных хорватских дворянских родов — Зринским. Казнён за участие в антигабсбургском заговоре Зринских-Франкопана.

## Биография

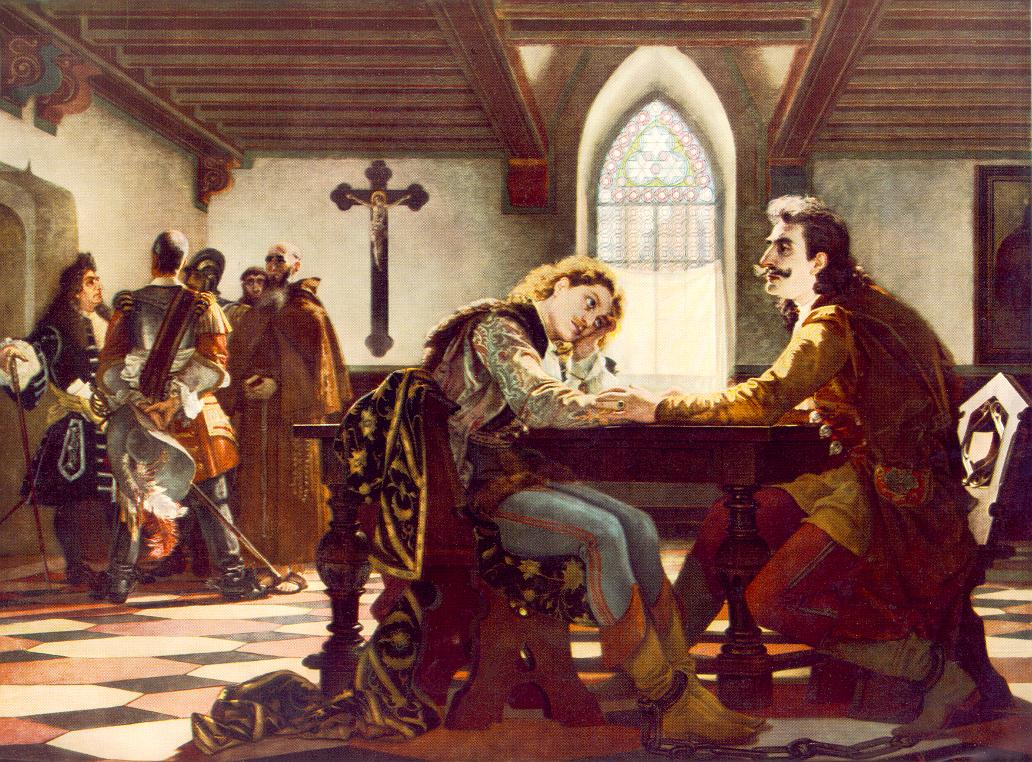
Фран Крсто Франкопан и Пётр Зринский

Родился во Врбовце. Его отец в 1622—1626 году был баном Хорватии, он погиб, когда Петру было 5 лет.
В 1647—1664 годах баном Хорватии был старший брат Петра Николай Зринский. После того, как Николай Зринский в 1664 году погиб на охоте, Пётр в свою очередь стал баном Хорватии.
Представители двух самых знатных и богатых дворянских родов Хорватии Зринские и Франкопаны часто заключали браки между собой, не стал исключением и Пётр, женившийся на Анне Катарине Франкопан, сводной сестре Франа Крсто Франкопана. Резиденцией Петра Зринского был фамильный замок в Чаковце.
Братья Зринские и Фран Крсто Франкопан были главными организаторами заговора Зринских-Франкопана, направленного против Габсбургов, во владения которых входила тогда Хорватия. После гибели Николая основную деятельность по секретным переговорам с иностранными державами в надежде на помощь в заговоре вели Пётр Зринский и Фран Крсто Франкопан. Иностранной поддержки получено не было, восстание в Хорватии поднять не удалось, а планы заговорщиков стали известны при императорском дворе. Видя, что заговор обречён на неудачу, Пётр Зринский и Фран Крсто Франкопан прибыли в Вену, чтобы добровольно предстать перед судом. Оба были взяты под арест и после длительного процесса по делу о государственной измене обоим был вынесен смертный приговор. Зринский и Франкопан были казнены через отрубание головы 30 апреля 1671 года в Винер-Нойштадте.

## Память

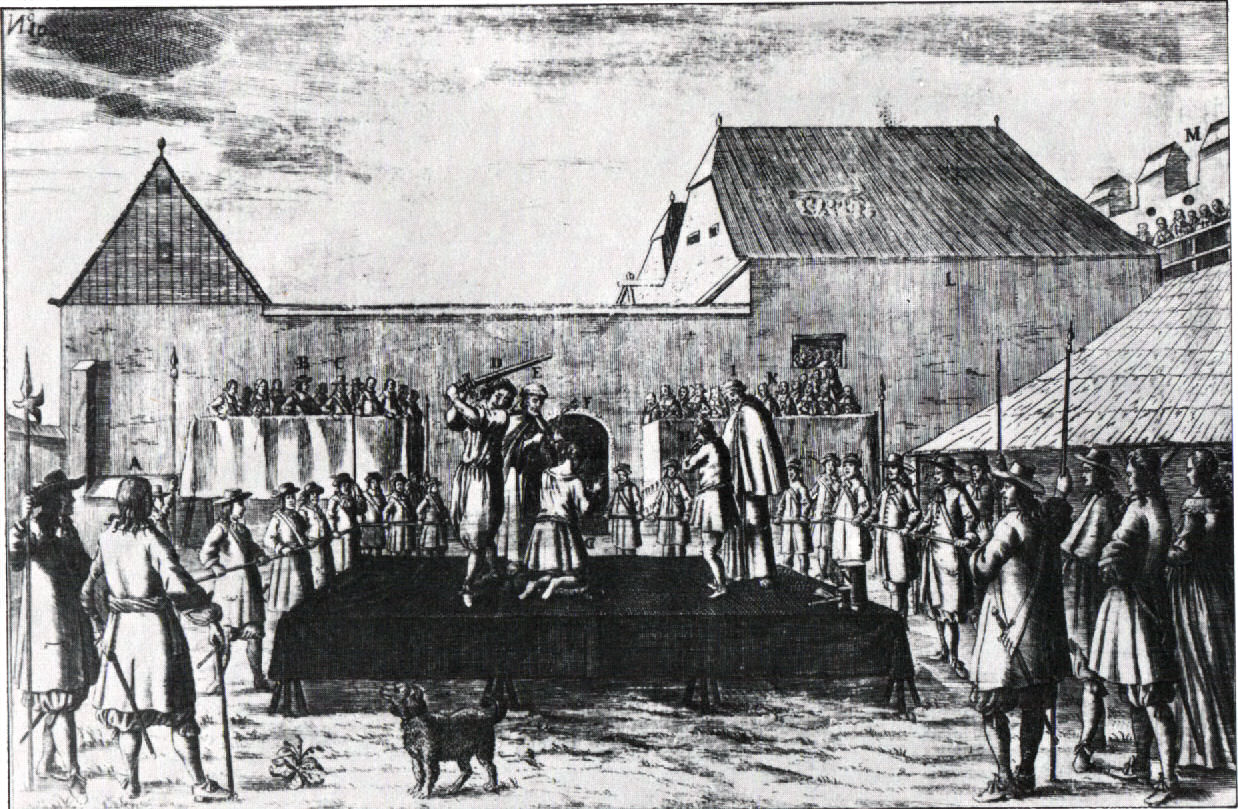
Казнь Зринского и Франкопана

После ликвидации Австро-Венгрии по окончании Первой мировой войны останки Петра Зринского и Франа Крсто Франкопана были перенесены в крипту Загребского собора. В современной Хорватии они почитаются героями борьбы за свободу Хорватии. Портреты Франа Крсто Франкопана и Петра Зринского помещались на аверс купюры в 5 кун (ныне выведена из обращения).